# Emily Mortimer
Emily Kathleen Anne Mortimer (Londres, 6 de outubro de 1971) é uma atriz, roteirista e diretora britânica  famosa por sua performance em Scream 3, Match Point e The Pink Panther. Ela também é conhecida por interpretar o papel de Mackenzie McHale na série da HBO The Newsroom. Criou e escreveu a série Doll & Em (2014-15) e escreveu e dirigiu a minissérie The Pursuit of Love (2021) baseada no romance homônimo de 1945 .

## Biografia
A atriz inglesa é filha do escritor John Mortimer e de Penelope Gollop. Cursou a escola para moças St. Paul's Girls School,  em Barnes. Em 1990 ingressou  na Oxford University, onde estudou inglês e russo. Casou-se em 2002 com o também ator Alessandro Nivola, um ano depois teve seu primeiro filho 

## Filmografia selecionada
- 1996 - The Last of the High Kings
- 1996 - The Ghost and the Darkness
- 1998 - Coming Home (TV)
- 2000 - Scream 3
- 2000 - The Kid
- 2001 - Lovely & Amazing
- 2001 - The 51st. State
- 2003 - A Foreign Affair
- 2003 - Dear Frankie
- 2005 - Match Point
- 2006 - Paris, je t'aime
- 2006 - The Pink Panther
- 2007 - 30 Rock (série, episódios "Corporate Crush", "Cleveland" e "Hiatus")
- 2009 - The Pink Panther 2
- 2010 - Shutter Island
- 2011 - Carros 2
- 2011 - Hugo
- 2012 - The Newsroom (série)
- 2015 - I Love RIO
- 2016 - Spectral
- 2017 - Cars 3
- 2018 - Mary Poppins Returns
- 2018 - Head Full of Honey